# William John Locke
William John Locke (20 de março de 1863 - 15 de maio de 1930) foi um romancista e dramaturgo britânico, mais conhecido pelos seus contos. Nascido em Barbados, depois de estudar em Cambridge Locke tornou-se professor. Depois de ficar doente em 1890 com tuberculose, viveu o resto da vida com esta condição. Ainda assim, viria a publicou At the Gate of Samaria em 1895, The Morals of Marcus Ordeyne em 1905 e várias outras obras entre 1907 e 1912.
Mais de vinte filmes foram feitos com base nas obras de Locke, incluindo o filme de 2004 Ladies in Lavender.